# Народна (гора)
Народна (рос. Народная) — гора у північно-східній Європі, найвища вершина Уральських гір, висотою — 1895 м. Розташована на кордоні Республіки Комі та Ханти-Мансійського автономного округу (Югра) в РФ.

## Географія
Гора Народна — найвища вершина Приполярного Уралу та всіх Уральських гір, розташована на кордоні у східній частині Республіки Комі та крайній частині північно-західної частини Ханти-Мансійського автономного округу (Югра) і зміщена на 500 м на схід, в сторону Ханти-Мансійського автономного округу.
Абсолютна висота вершини 1895 м над рівнем моря. Відносна висота — 1772 м. Найвище сідло вершини, по якому вимірюється її відносна висота, має висоту всього 123 м. Топографічна ізоляція вершини відносно найближчої вищої гори Катотякка (1991 м), яка розташована на півночі Швеції, становить 1835,36 км і за цим показником вершина займає 39-те місце серед всіх гір світу.
Гора складається з кварцитів і метаморфічних сланців протерозойского еону та кембрійського періоду. Біля підніжжя, в глибоких долинах — модринові і березові рідколісся, вище — гірська тундра. Вершина не виділяється на тлі навколишніх гір Приполярного Уралу. Рельєф даного району характеризується наявністю карів та цирків, в яких залягають озера. Тут присутні невеликі льодовики та сніжники.

## Історія
Згідно з новими письмовими джерелами, які виявив краєзнавць В. Г. Карелін, вже у 1846 році гора Народна була нанесена на карту угорським дослідником XIX століття А. Регулі під мансійським іменем Поен-Урр (Поенг-Урр).
Назва була дана геологом А. Н. Алєшковим у 1927 році під час дослідницьких робіт Північно-Уральської комплексної Експедиції Академії Наук СРСР і Уралплана 1924-1928 років, вперше докладно вивчила найвисокогірнішу область Північного Уралу (Пізніше даний район став називатися Приполярним Уралом). Назва «Народна», була прийнята як похідна від слова «народ». Кілька сусідніх вершин тоді також отримали свої назви на честь дослідників і громадських діячів Уралу: Карпінського та Дідковського.